# 賓恩峰

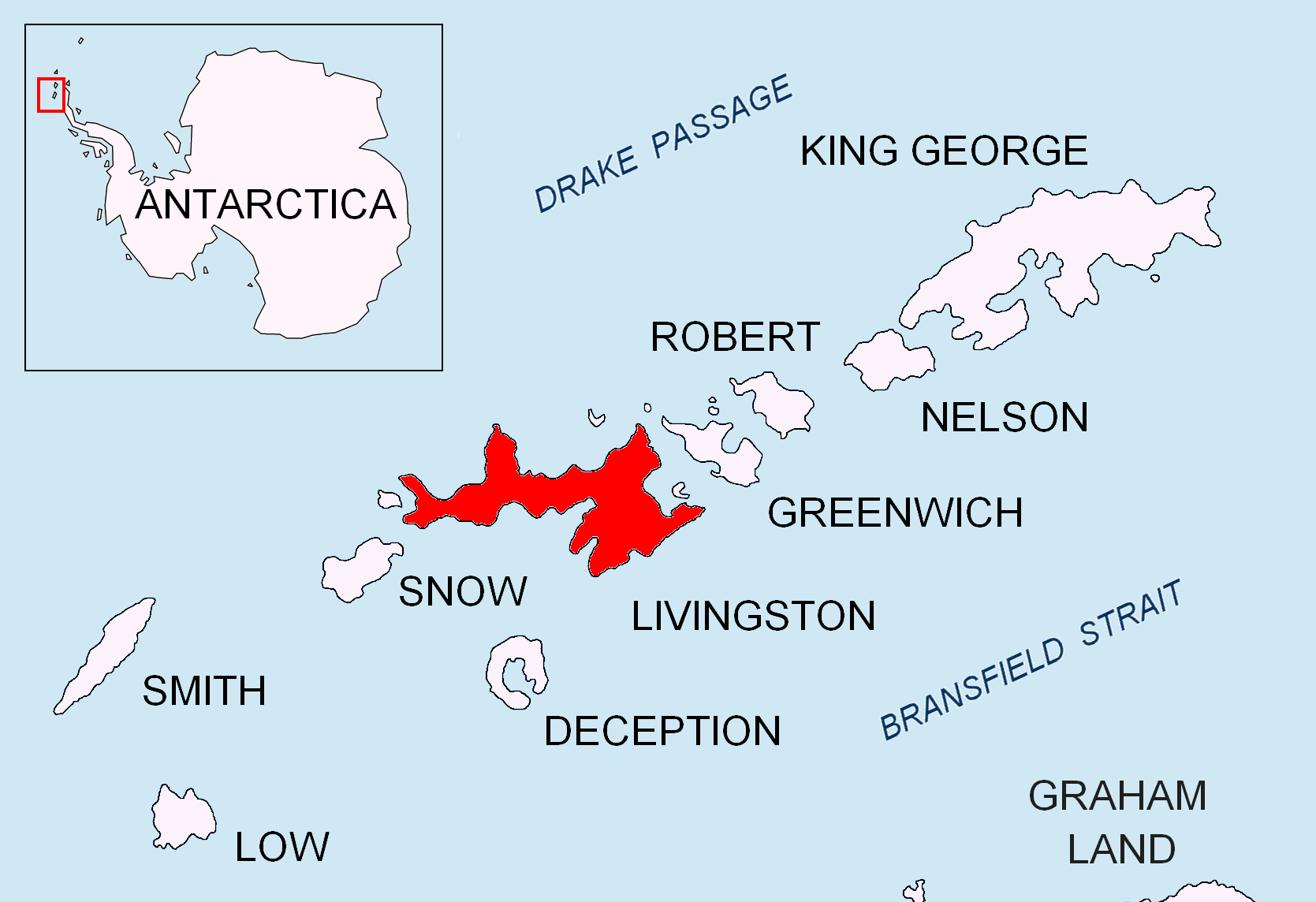

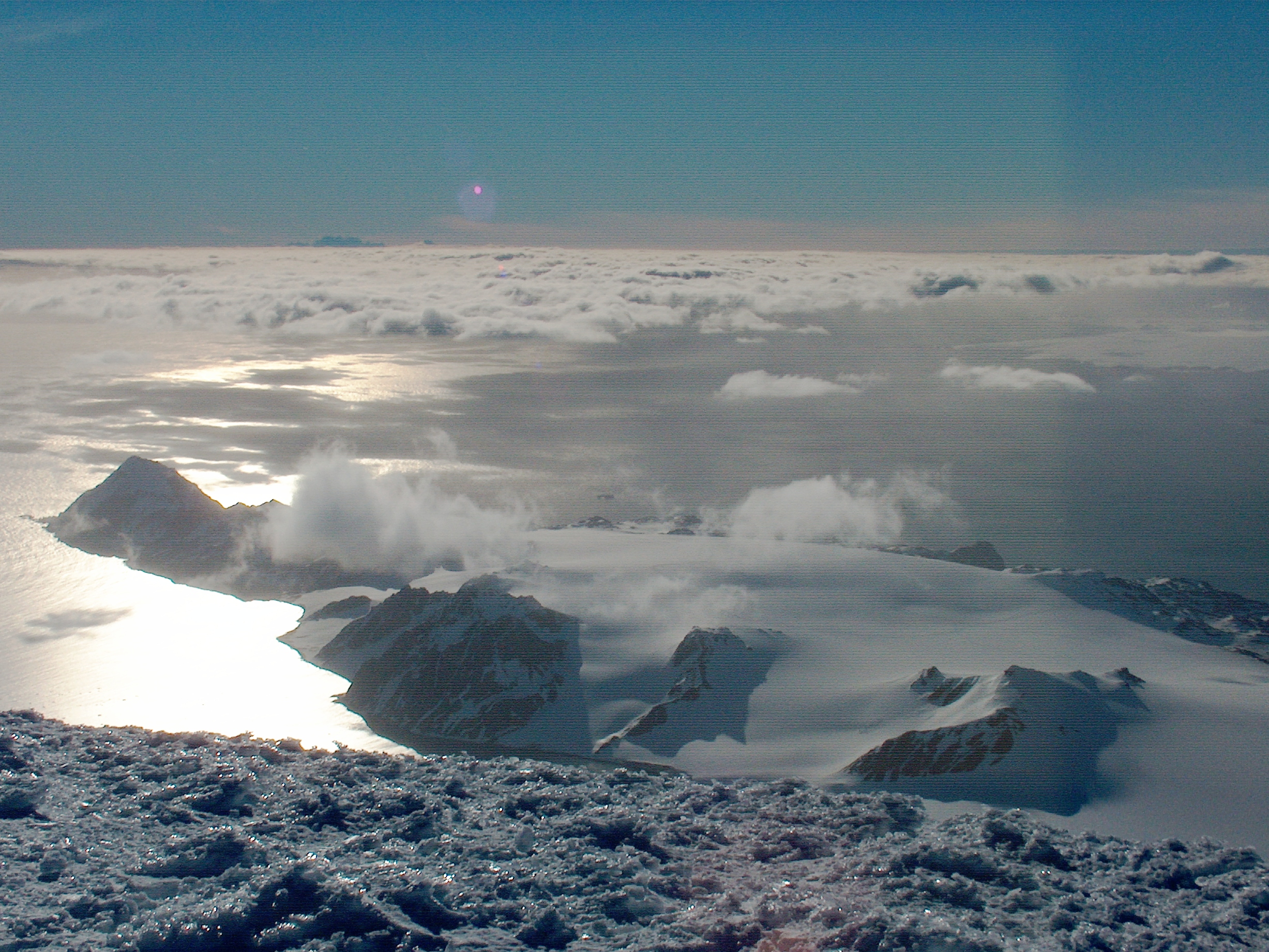

賓恩峰（英語：Binn Peak）是南極洲的山峰，位於南設得蘭群島中利文斯頓島的赫德半島，海拔高度400米，處於麥格雷戈爾峰西南面2.66公里、穆爾斯峰西南面5.2公里和卡內蒂峰西北面5.43公里。

## 外部連結
- SCAR Composite Gazetteer of Antarctica（页面存档备份，存于）.

62°43′02″S 60°25′29.3″W / 62.71722°S 60.424806°W